# Hatzenport
Hatzenport település Németországban, Rajna-vidék-Pfalz tartományban. Lakosainak száma 611 fő (2023. december 31.).

## Népesség
A település népességének változása:
| Lakosok száma | 648  | 614  | 601  | 603  | 612  | 611  |
|               | 2010 | 2017 | 2019 | 2021 | 2022 | 2023 |